# Carabao (groupe)
Pour les articles homonymes, voir Carabao.
 (décembre 2010).
Si vous disposez d'ouvrages ou d'articles de référence ou si vous connaissez des sites web de qualité traitant du thème abordé ici, merci de compléter l'article en donnant les références utiles à sa vérifiabilité et en les liant à la section « Notes et références ».

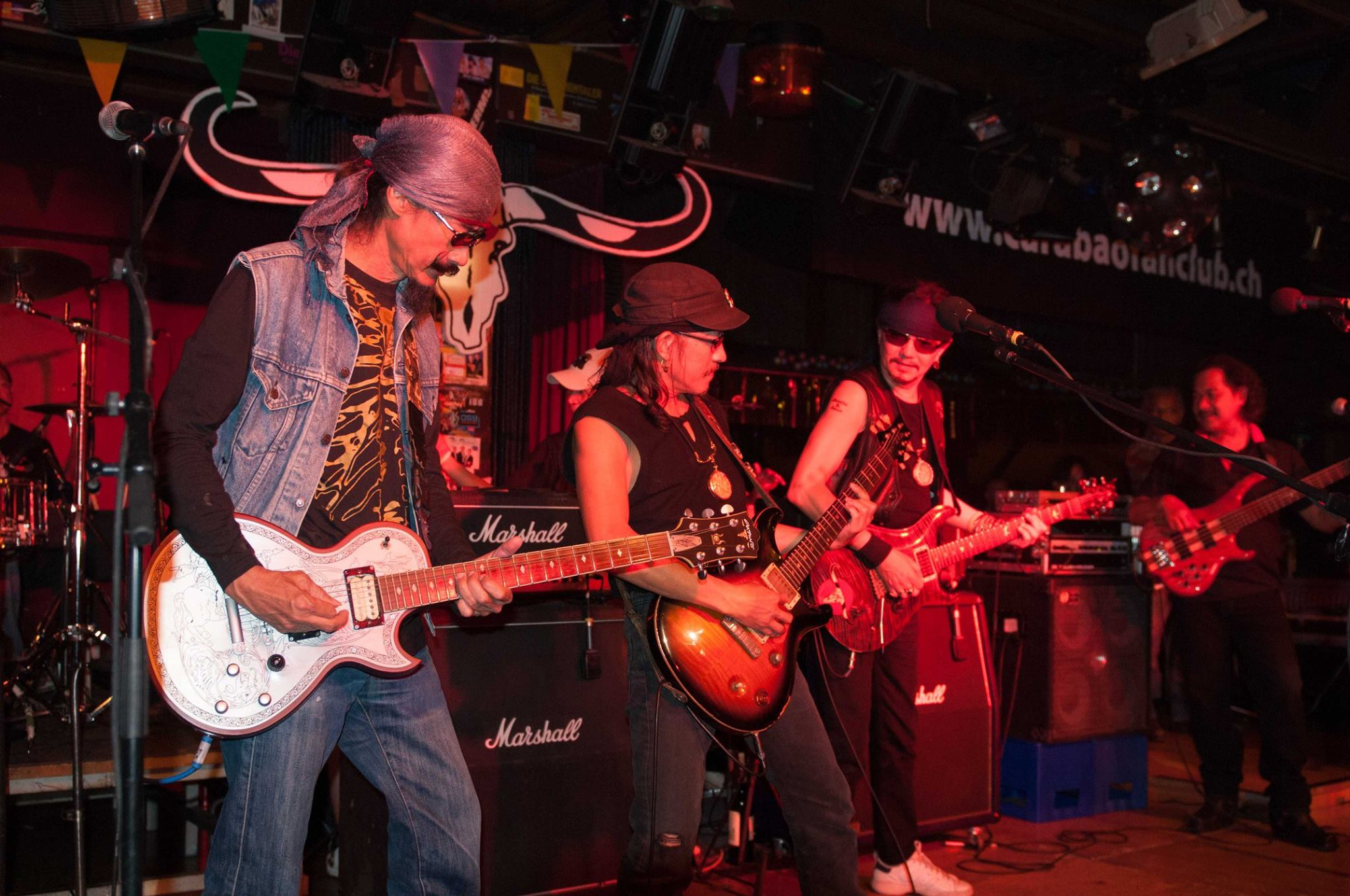
Carabao en concert le 06 juin 2008 en Suisse. De gauche à droite : Preecha Chanapai (Lek) (guitare et chœur), Yuenyong Ophakul (Aed) (guitare et chant) et Thierry Mekwathana (Ri) (guitare et chœur); et en arrière-plan Anupong Prathompatama (Ot) (basse).

Carabao (คาราบาว) est un groupe de rock thaïlandais extrêmement populaire en Thaïlande et dans les autres pays d'Asie du Sud-Est. Il a été formé en 1976 aux Philippines. Le nom Carabao est la transcription de celui du buffle d'eau domestique en tagalog (kalabaw).
Ils sont connus pour leurs « plaeng peua chiwit » (เพลงชีวิต), ce que l'on pourrait traduire par "chansons de la vie" ; d'ailleurs MTV Asia les nomme les "vétérans".
Ce style de musique contestataire apparaît dans les années 1970 lors des mouvements de protestations politiques et sociales, surtout grâce au Caravan Band (คาราวาน) composé de Surachai Janthimathon (สุรชัย จันทิมาธร) surnommé Nga Caravan, Wirasak Sunthonsi (วีระศักดิ์ สุนทรศรี), Thongkran Tana (ทองกราน ทานา), Phongthep Kradonchamnan (thaï : พงษ์เทพ กระโดนชำนาญ)  et Mongkhon Utok (มงคล อุทก).
Il y a aussi quelques groupes moins connus : Hope, Hammer, Susu, Marihuana.
Les Carabao ont réussi à mélanger le style folk/acoustique des chansons "peua chiwit" avec d'autres styles de musique thaïlandaise et aussi avec le rock occidental, ce qui leur a attribué le surnom de "rockers ethniques" ou de "Rolling Stones de l'Asie".
Les chansons des Carabao s'attaquent souvent aux problèmes sociaux, politiques et écologique, réclamant la justice sociale et défendant les citoyens ordinaires contre la minorité dirigeante, mais ils composent aussi des morceaux plus romantiques et philosophiques qui portent des messages universels.
Récemment, en raison du nombre incroyable de disques pirates en Thaïlande qui a réduit leur ventes de disques de façon alarmante, Carabao a composé des chansons qualifiables d'alimentaires : Carabao Deng, chanson publicitaire pour la marque de boisson énergétique Red Bull, Bia Khon Thai pour une marque de bière.
Malgré cela, Carabao marque l'année 2005 grâce à sa chanson Tsunami en hommage aux victimes du séisme du 26 décembre 2004 dans l'océan Indien.

## Histoire de Carabao
Carabao a été initialement formé aux Philippines avec trois membres, Aed, Keo et Jane qui ont tous chanté et joué de la guitare. Ils se sont arrêtés de jouer ensemble quand Aed est retourné en Thaïlande. Toutefois Aed a continué à jouer de la musique et écrire des chansons avec d’autres groupes avant de décider qu’il voulait faire revivre Carabao pour avoir son propre groupe. Il a convaincu Keo de revenir et passer à la basse.
En 2008 le groupe est composé de Preecha Chanapai (Lek) (guitare et chœur) (ปรีชา ชนะภัย), Yuenyong Ophakul (Aed) (guitare et chant) (ยืนยง โอภากุล), Thierry Mekwathana (Ri) (guitare et choeur) (เทียรี่ เมฆวัฒนา)  et Anupong Prathompatama (Ot) (basse) (เกริกกำพล ประถมปัทมะ) (voir photographie ci-dessus)
Aed Carabao a joué dans le film écologiste, social et contre la déforestation The Elephant Keeper (คนเลี้ยงช้าง) (1987) de Chatrichalerm Yukol (หม่อมเจ้าชาตรีเฉลิม ยุคล) et dans le film épique et plus ou moins historique La Guerre des Empires de Nirattisai Kaljareuk (2010) .
Lek Carabao (Preecha Chanapai) a joué dans la comédie romantique Fan Chan (แฟนฉัน / My girl) (2003) de Songyos Sugmakanan et dans le film d'action-comédie The Protect (บอดี้การ์ด หน้าหัก) (2019).
Le film Young Bao, The Movie (ยังบาว) (2013) retrace la vie du groupe.

## Les premiers albums de Carabao
Carabao sort son premier album, Loung ki mao (ลุง ขี้ เมา – « le vieil ivrogne »), en 1981. Certaines des mélodies ont été empruntés à des chansons folk ou rock d’Asie ou de Thaïlande, avec la chanson-titre basé sur une mélodie populaire aux Philippines.

## Discographie

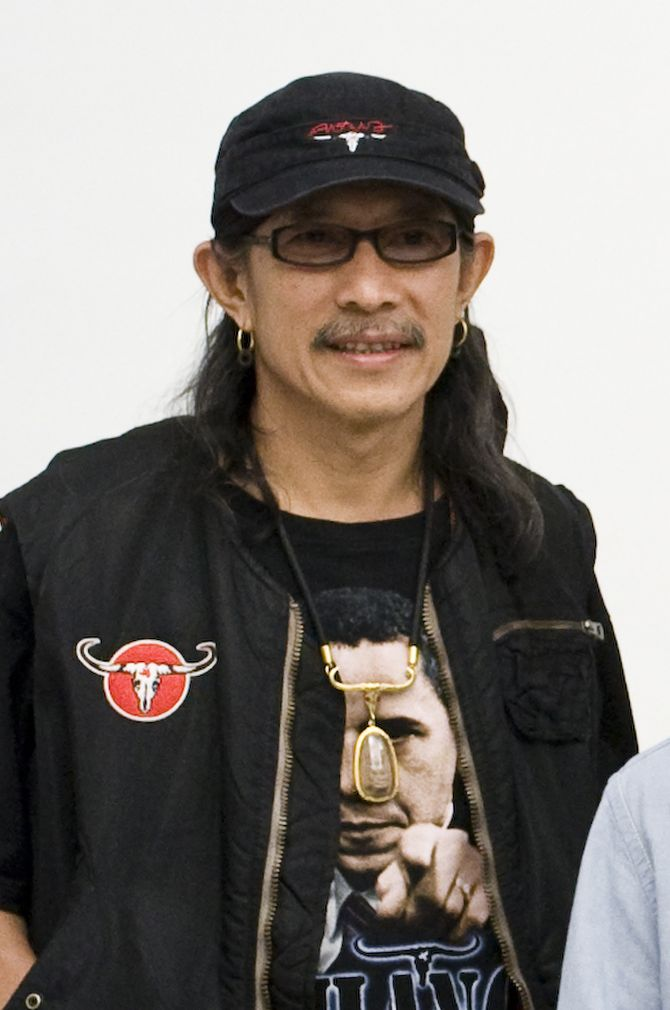
Yuenyong Opakul (Aed Carabao), fondateur, meneur, guitariste et chanteur de Carabao

Carabao a sorti 28 albums studio entre 1981 et 2019 et cinq albums Live depuis 2008.
- 1981     ลุงขี้เมา Lung Khii Maw (le vieil ivrogne)
- 1982     แป๊ะขายขวด Pae Khaai Khuat (le collecteur de bouteille)
- 1983     วณิพก Waniphok (Le ménestrel)
- 1983     ท. ทหารอดทน Th. Thahaan Ot Thon (la longue souffrance du militaire)
- 1984     เมดอินไทยแลนด์ Made In Thailand (fabriqué en Thaïlande)[7],[8]
- 1985     อเมริโกย Ameerikooi (avidité américaine)
- 1986     ประชาธิปไตย Prachaathippatai (démocratie)
- 1987     เวลคัมทูไทยแลนด์ Welcome To Thailand (bienvenue en Thaïlande)[9],[10]
- 1988     ทับหลัง Thap Lang (le linteau)[11]
- 1990     ห้ามจอดควาย Haam Chot Khwaai (interdiction de stationner aux buffles)
- 1991     วิชาแพะ Wichaa Phae (le bouc émissaire)
- 1992     สัจจะ ๑๐ ประการ Satcha 10 Prakaan (les 10 commandements)
- 1993     ช้างไห Chang Hai (la lamentation des éléphants)
- 1994     คนสร้างชาติ Khon Saang Chaat (bâtisseurs de la nation)
- 1995     แจกกล้วย Chaek Kluai (distribution de bananes)
- 1995     หากหัวใจยังรักควาย Haak Huachai Yang Rak Khwaai (les buffles sont encore dans nos cœurs)
- 1997     เส้นทางสายปลาแดก Senthaang Saai Plaa Daek (le chemin du poisson fermenté)
- 1997     เช ยังไม่ตาย Che Yang Mai Taai (Le Ché n’est pas encore mort)
- 1998     อเมริกันอันธพาล Ameerikan Anthaphaan (la veulerie américaine)
- 1998     พออยู่พอกิน Phoo Juu Phoo Kin (manger assez pour vivre)
- 2000     เซียมหล่อตือ Siam Lor Tue (les cochons du siam)
- 2001     สาวเบียร์ช้าง Sao Bia Chang (la fille de bière chang)
- 2002     นักสู้ผู้ยิ่งใหญ่ Nak Soo Poo Ying Yai (le grand combattant)
- 2005     สามัคคีประเทศไทย Samakki Thailand (Thaïlande unifiée)
- 2007     ๒๕ ปี ลูกลุงขี้เมา 25 Pee Luk Lung Khee Mao (25 ans – le fils du vieil ivrogne)
- 2009     โฮะ  Ho (mélange en langage Lana)
- 2013     สวัสดีประเทศไทย Sawadii Phrathet Thai
- 2019     มหัศจรรย์กัญชา Mahatsajan Ganchaa[12]

Duo musical composé de Aed Carabao et Parn Thanaporn
- 2005 : chanson หนุ่มบาว - สาวปาน (Noom Bao - Sao Parn).

## Source
- (en) Cet article est partiellement ou en totalité issu de l’article de Wikipédia en anglais intitulé « Carabao (band) » (voir la liste des auteurs).